# Enoploderes sanguineum
Enoploderes sanguineum är en skalbaggsart som beskrevs av Franz Faldermann 1837. Enoploderes sanguineum ingår i släktet Enoploderes och familjen långhorningar.
Artens utbredningsområde är Iran. Inga underarter finns listade i Catalogue of Life.